# Phaenocarpa curticauda
Phaenocarpa curticauda är en stekelart som beskrevs av Van Achterberg 1998. Phaenocarpa curticauda ingår i släktet Phaenocarpa och familjen bracksteklar. Inga underarter finns listade i Catalogue of Life.